# De Menos Crime
De Menos Crime é um grupo de rap brasileiro. Surgido no bairro de São Mateus, na Zona Leste de São Paulo em 1987, sua formação original consistia em Marcelo Pereira (Lerap), Ricardo Ferreira (Mago Abelha) e Mikimba (Jeferson Damasceno). Contam também com o DJ Vlad.

## História
A banda começou fazendo shows em festas locais e, em pouco tempo, se destacaram, chegando a tocar ao lado do grupo Charlie Brown Jr. em Nadando com os Tubarões. O primeiro CD, Na Sua Mais Perfeita Ignorância, porém, só foi gravado em 1995. O destaque do disco foi a música "Policiais", cujo clipe ficou entre os cinco melhores de rap no MTV Awards de 1997. Mas foi só em 1998, ao lançarem o segundo CD, São Mateus pra Vida, que vendeu cerca de 150 mil cópias, que a banda obteve maior reconhecimento. Um dos grandes responsáveis por isso foi a faixa "Fogo na Bomba", que fala sobre o consumo de maconha e que renderia algumas perseguições por parte da polícia. Depois dos dois primeiros discos, romperam contrato com a Kaskatas Records para assinar com a Sky Blue/RDS, selo pelo qual lançaram Rap das Quebradas em 2001.

## Discografia

### Álbuns de estúdio
- Na Sua Mais Perfeita Ignorância (1995)
- São Mateus Pra Vida (1998)
- Rap das Quebradas (2001)
- O Revertério (2005)

### Coletâneas
- D.R.R. - Invadindo o Sistema (DRR Records, 2001)
- Só As Melhores (CD reunindo os álbuns Na Sua Mais Perfeita Ignorância e De São Mateus Para A Vida)

### Singles tradicionais
- 190 (2001)

### Singles digitais publicados pelo próprio grupo[4]
- De Menos Crime & D.R.R. Banda – 100% Negro (2022)
- De Menos Crime & D.R.R. Banda – Normal E Natural (2022)
- De Menos Crime & D.R.R. Banda – Os Guerreiros Estão De Pé (2023)